# Богоявленский собор (Томск)
Богоявленский собор — православный храм в Томске, кафедральный собор Томской митрополии и епархии Русской Православной Церкви.

## История
Богоявленский собор является одним из древнейших томских храмов. Он берёт своё начало от деревянной церкви, построенной в 1630 году. Позже на месте алтаря старой деревянной церкви в 1858 году построили часовню Иверской иконы Божией Матери.
Существующее каменное двухэтажное здание собора в стиле барокко было заложено в 1777 году. Нижний этаж каменной церкви был освящён в 1784 году в честь Богоявления Господня. Вскоре на нижнем этаже был освящён придел Архангела Михаила, а на верхнем — Ильинский и Спасский приделы.
Храм имеет особое значение для томской истории. Именно Богоявленскую церковь выбрал первый томский губернатор В. С. Хвостов, в которой на праздник Преображения Господня 6 августа 1804 году было объявлено открытие Томской губернии.
С 1892 года при соборе существовало попечительство о бедных, с 1898 года — церковно-приходская школа. При храме работала библиотека, насчитывавшая 400 томов книг.
Поскольку храм был посвящён Богоявлению или Крещению Господня, то ежегодно 19 января (по старому стилю 6 января) на Крещение из храма устраивался крестной ход на реку Томь для совершения обряда Великого водоосвящения. Крестный ход устраивался также в день Пятидесятницы и в праздник Первому Спасу.
Собор для богослужения закрыли в 1930 год и открыли в нём курсы Сибжелдорстроя. В 1936 году в здании разместили вермишелевую фабрику, а в 1942 году сюда был эвакуирован завод «Красный богатырь». С 1947 по 1994 года здесь размещался Томский завод резиновой обуви. Во второй половине XX века храм сильно пострадал. Были сняты все купола и кресты, разрушен восьмерик завершения колокольни, пристроены дополнительные сооружения, а на южном фасаде срубили декор и изменили форму оконных проёмов.

## Современная жизнь
В 1997 году началось восстановление Богоявленского собора, после возвращения его в 1995 году Русской Православной Церкви. Финансирование работ по восстановлению храма взяла на себя Администрация Томской области. В 2000 году в церкви были возобновлены ежедневные богослужения.
8 января 2000 года Преосвященным Ростиславом, Епископом Томским и Асиновским, был освящён придел Архангела Михаила.18 января 2003 года состоялось освящение Ильинского придела на нижнем этаже, а 26 января того же года — Богоявленского и Пантелемоновского на верхнем этаже.
При Богоявленском соборе работают воскресная школа, молодёжный клуб и православная община глухих.

## Святыни[1][2]
Главной святыней храма является частица мощей святого великомученика и целителя Пантелеймона, которая была доставлена из Москвы в 2001 году Преосвященным Ростиславом.
Ещё одна святыня — Распятие с частицей того креста, на котором был распят Иисус Христос.
Величайшей святыней храма и всего города стал образ Живоначальной Троицы. Именно иконой Пресвятой Троицы в 1604 году царь Борис Годунов благословил казаков на основание Томской крепости. Эта икона была утрачена в советское время. В преддверии празднования 400-летия города Томска точная копия иконы, написанной Андреем Рублёвым, была поставлена в соборе 14 июня 2003 года. Её сделали специалисты научно-реставрационного центра им. Грабаря. Она копировалась в мельчайших подробностях, были сохранены следы многих реставраций, трещинки и следы от гвоздей, появившиеся на иконе за шесть столетий.

## Церковно-исторический музей
В 2008 году при Томской духовной семинарии был открыт церковно-исторический музей. Там представлены уникальная церковная утварь, старинные иконы и старопечатные книги. Отдельный стенд посвящён памяти Святейшего Патриарха Алексия, который стал зачинателем коллекции музея, передав ему несколько ценных экспонатов.